# Carmel de Montréal
Pour les articles homonymes, voir Couvent des Carmélites.
Le Carmel de Montréal, ou couvent des Carmélites de Montréal est un ensemble conventuel monastique unique au Canada occupé par les Carmélites depuis sa construction en 1896. 
Il est situé au 351, avenue du Carmel, près de la rue Saint-Denis, dans l'Arrondissement Plateau-Mont-Royal de la Ville de Montréal.

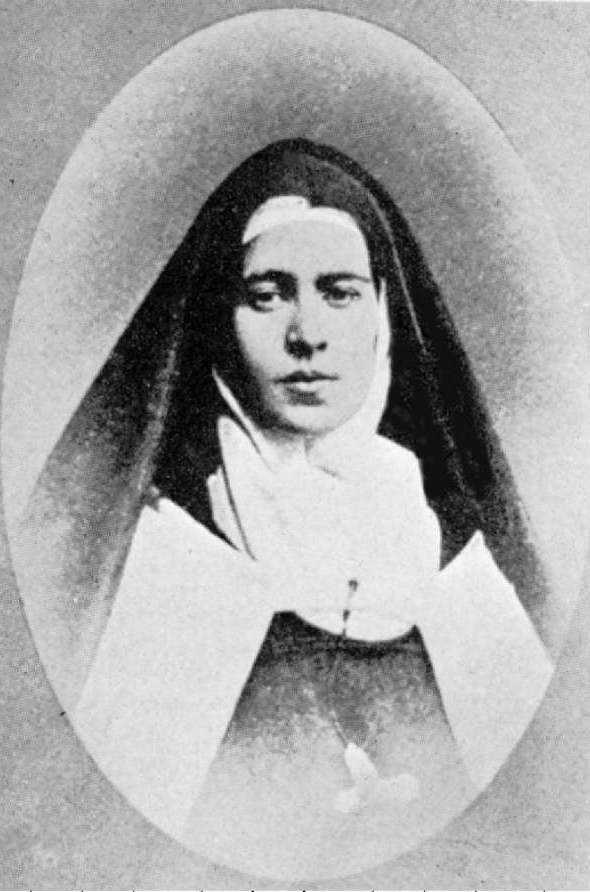
Hermine Frémont

## Histoire
Une jeune québécoise, Hermine Frémont (1851-1873) est à l'origine de la décision du Carmel de Reims de s'établir à Montréal. Les quelques mois qu'elle passe au Carmel de Reims, avant sa mort prématurée, inspirent cette décision. En 1875, six Carmélites françaises débarquent à Montréal. Il s'agit de la première présence carmélite au Canada.
Le premier emplacement est situé sur la rue Notre-Dame à Hochelaga mais ne convient pas aux besoins des carmélites. En 1892, William Edmond Blumhart, fondateur du journal La Presse, cède aux Carmélites d'Hochelaga un terrain situé dans le district de Côte-Saint-Louis (l'actuel quartier Mile End). Grâce à une campagne de souscription menée par le chanoine Joseph-Télesphore Savaria, un nouveau Carmel est construit en 1895-1896 et les Carmélites en prennent possession le 15 octobre 1896. Le monastère est conçu par l’architecte Alfred Préfontaine. Il est un rappel du premier monastère.
En 2003, les carmélites de Montréal envisagent sérieusement de déménager leur communauté pour un lieu plus retiré au nord de la région de Montréal et, par conséquent, de vendre leur propriété montréalaise. Dès 2004, un promoteur immobilier se montre très intéressé d'y développer des immeubles résidentiels. Convaincus que le Carmel représente dans son ensemble un joyau du patrimoine religieux québécois qu'il est capital de le conserver, plusieurs groupes de citoyens et organismes forment alors la Coalition pour la préservation du site du Carmel de Montréal. En 2006, les carmélites décident de demeurer sur le site actuel de l'avenue du Carmel et d'y faire les aménagements nécessaires. 
Le Carmel de Montréal peut accueillir 20 carmélites. En Avril 2013, il se compose de 15 carmélites en provenance de différentes régions du Québec. 
Le monastère des Carmélites a été classé monument historique le 18 mai 2006 par le Gouvernement du Québec.

## Description

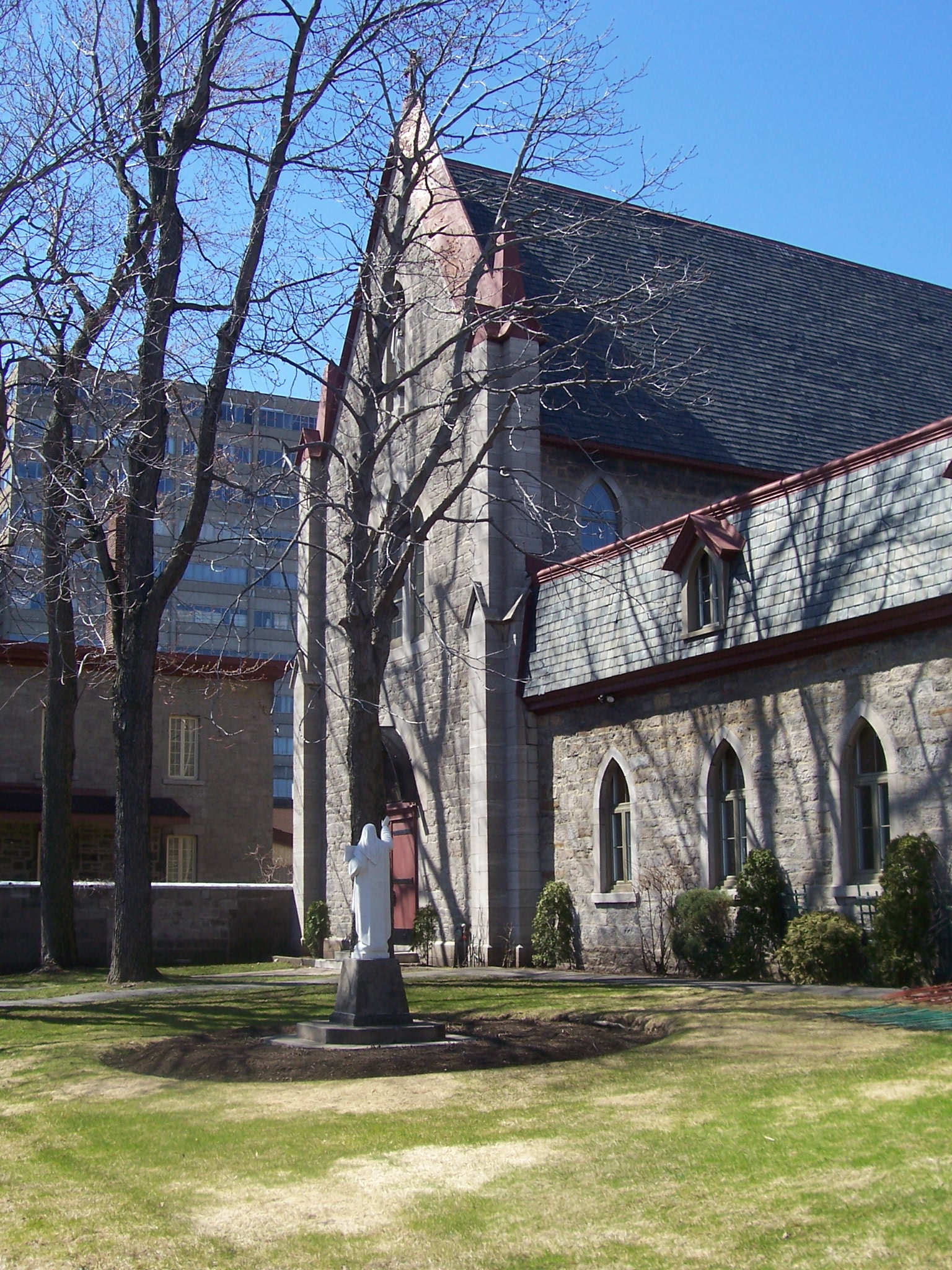
Chapelle du Carmel de Montréal

De l'avenue du Carmel du Carmel, on remarque une concentration de bâtiments publics comme l'accueil, la chapelle et deux maisons, jadis demeures du chapelain et du sacristain. C'est derrière ces espaces que prend place le Monastère des carmélites qui forme une cour carrée, dans la pure tradition médiévale. La propriété est complétée par un grand jardin avec quelques ermitages; le tout est entouré d'un mur, véritable muraille fermant le monastère. La chapelle néogothique et les autres espaces types du carmel respectent l'architecture de tradition monastique, adaptée au Québec, et font de cet ensemble conventuel un cas unique. 
Le jardin centenaire, entouré par le mur d’enceinte, est un lieu de recueillement, comme le révèlent le monticule représentant le mont Carmel, la grotte dédiée à Notre-Dame de Lourdes, les deux ermitages et les statues.